# Bernart Sicart
Pour les articles homonymes, voir Sicart.
Bernart Sicart, aussi appelé Bernart Sicart de Maruèjols, né vers 1230 était un troubadour languedocien, originaire de Marvejols, en Gévaudan (aujourd'hui le département de la Lozère). 
Le seul écrit qui nous soit parvenu est un sirventès en langue occitane appelé Ab Greu Consire (plein d'une angoisse cruelle). Il s'agit d'un poème contre la croisade albigeoise et qui dénonce également les maux de son temps,.